# 노마치촌
노마치촌(能町村)은 도야마현 이미즈군에 있던 촌이다.

## 역사
- 1889년 4월 1일 - 정촌제 시행에 의해 이미즈군 노마치촌이 성립하였다.
- 1917년 5월 15일 - 가케카이호쓰촌의 일부를 편입하였다.
- 1942년 4월 1일 - 다카오카시에 편입되었다.

## 참고문헌
- 『市町村名変遷辞典』東京堂出版、1990年。